# Francesco de' Cavalcanti
Francesco de' Cavalcanti (... – Gaville, ...; fl. XIII secolo), vissuto nel XIII secolo, è uno dei cinque ladri fiorentini citati nella Divina Commedia da Dante, nella settima bolgia dell'Inferno dedicata ai fraudolenti che si macchiarono di furto (Inf. XXV).

## Personaggio letterario
Nel brano in questione Dante è completamente concentrato sulla descrizione delle metamorfosi tra dannati e serpenti, per cui le notizie biografiche sui vari personaggi sono completamente assenti, così come accenni alle loro colpe che li avrebbero dannati all'Inferno. 
L'ultima parte del Canto XXV è interamente dedicata alla trasformazione duplice tra un uomo e un serpente. L'uomo è un tale Buoso, che diventerà rettile, mentre il serpente-ramarro è "quel che tu, Gaville, piagni".
I commentatori antichi hanno indicato, sebbene non senza incertezze, queste due figure come Buoso Donati e Francesco de' Cavalcanti detto il Guercio (ma forse era una storpiatura di Guccio o Guelfo).
Egli sarebbe stato assassinato dagli abitanti di Gaville, un paesino nei dintorni di Firenze, oggi frazione, ma non si sa per quale motivo (furti ripetuti?). Dopo l'accaduto i consorti di Francesco si vendicarono duramente sulla città, con omicidi e distruzioni di case, per questo potrebbe spiegarsi l'accenno al pianto continuato della cittadina.